# Зірка-2005
Жіночий футбольний клуб «Зірка-2005» (Перм) або просто «Зірка-2005» (рос. Женский футбольный клуб «Звезда-2005» (Пермь)) — російський жіночий футбольний клуб з міста Перм, з 2005 року виступає в Чемпіонаті Росії.

## Історія
15 червня 2005 року відбулося перше тренування майбутньої команди «Зірка-2005», в кількості 25 чоловік. Основу команди склали викладачі та студенти ПГСХА і ПДТУ, а також вчителі фізичної культури шкіл міста.
У сезоні 2006 року «Зірка-2005» стала виступати в трьох турнірах: у Першості Росії, Кубку Росії, і чемпіонаті Пермського краю. Вихід в Прем'єр-лігу - таку мету ставило керівництво клубу на сезон 2005/06 років. Посівши за підсумками сезону друге місце, пермячки отримали право представляти Західний Урал в еліті жіночого російського футболу.
У 2007 році в клубі відбулися зміни: був запрошений новий головний тренер Олександр Григорян. Перед ним була поставлена мета за підсумками сезону зайняти призове місце. У команду так само було запрошено декілька основних гравців національних збірних Росії та України. Команда зробила «золотий дубль»: Виграла Чемпіонат і Кубок Росії. Перемога в Чемпіонаті Росії дозволила Пермському клубу представляти Росію у Кубку УЄФА. За підсумками 2007 року «Зірка-2005» посіла перше місце за відвідуваністю домашніх матчів серед російських жіночих футбольних команд.
У 2008 році в активі клубу - дострокова перемога в чемпіонаті Росії. Команда вийшла в півфінал, а пізніше, в 2009 році - і до фіналу Кубку УЄФА, аналога чоловічої Ліги чемпіонів. У фіналі суперником «Зірки-2005» стала команда ФКР «Дуйсбург-2001» з Німеччини. Перший фінальний матч, який пройшов на казанському стадіоні «Центральний» 16 травня, завершився з рахунком 6:0 на користь німецьких гравчинь. Матч-відповідь 22 травня в Німеччині завершився нічиєю 1:1.
У 2010 році «Зірка-2005» посіла третє місце в чемпіонаті Росії. У березні пермячки провели 2 матчі-відповіді чвертьфіналу Ліги чемпіонів сезону 2010/11. Суперником був французький «Олімпік» (Ліон). У першій грі 17 березня команди не виявили переможця: 0:0, у другому матчі француженки виявилися сильнішими, 1:0.
У 2012 році був виграний Кубок Росії. У сезоні 2011/12 команда не змогла виконати поставлених завдань, зайнявши 4-те місце в турнірній таблиці. За рішенням керівництва клубу практично весь основний склад команди був розпущений.
До сезону 2012/13 року керівництво клубу зробило ставку на молодих футболісток. Основним кістяком команди стали пермські футболістки з дублюючого складу, були запрошені спортсменки з Саратовської і Омській областей з команд 1-го дивізіону. Команда увійшла в четвірку лідерів Чемпіонату Росії і виграла Кубок Росії.
У 2013 році команда завоювала срібло чемпіонату і отримала путівку в Лізі чемпіонів. У 2014 році «Зірка-2005» достроково стала чемпіоном Росії з футболу серед жіночих команд. У 2015 році команда знову виграла чемпіонат Росії з футболу серед жіночих команд і знову грає в «Європі».

## Досягнення
- Жіночий чемпіонат Росії з футболу
  -  Чемпіон (5): 2007, 2008, 2009, 2014, 2015
  -  Срібний призер (2): 2013, 2016
  -  Бронзовий призер (1): 2010

- Перша ліга жіночого чемпіонату Росії з футболу
  -  Чемпіон (1): 2006

- Жіночий кубок Росії з футболу
  -  Володар (5): 2007, 2011/12, 2012/13, 2015, 2016
  -  Фіналіст (2): 2008, 2009

- Кубок УЄФА
  -  Фіналіст (1): 2008/09

## Статистика виступів

### У національних турнірах
| Сезон   | Дивізіон        | Місце | І  | В  | Н | П | М     | О  | Кубок      |
| ------- | --------------- | ----- | -- | -- | - | - | ----- | -- | ---------- |
| 2006    | Перший дивізіон | 2     | 10 | 7  | 1 | 2 | 30-3  | 22 | 1-ий раунд |
| 2007    | Вищий дивізіон  |       | 16 | 15 | 1 | 0 | 57-12 | 46 |            |
| 2008    | Вищий дивізіон  |       | 18 | 15 | 3 | 0 | 55-8  | 48 | фіналіст   |
| 2009    | Вищий дивізіон  |       | 12 | 11 | 0 | 1 | 46-10 | 33 | фіналіст   |
| 2010    | Вищий дивізіон  |       | 24 | 15 | 1 | 8 | 51-29 | 46 | 1/2 фіналу |
| 2011/12 | Вищий дивізіон  | 4     | 28 | 15 | 4 | 9 | 60-37 | 49 |            |
| 2012/13 | Вищий дивізіон  | 4     | 20 | 7  | 4 | 9 | 18-21 | 25 |            |
| 2013    | Вищий дивізіон  |       | 14 | 9  | 2 | 3 | 28-10 | 29 |            |
| 2014    | Вищий дивізіон  |       | 17 | 12 | 1 | 4 | 31-15 | 37 | 1/2 фіналу |
| 2015    | Вищий дивізіон  |       | 20 | 12 | 4 | 4 | 46-19 | 40 |            |
| 2016    | Вищий дивізіон  |       | 15 | 8  | 2 | 5 | 24-13 | 26 |            |

### На континентальних турнірах
| Сезон   | Змагання            | Стадія                | Результат | Суперник             |
| ------- | ------------------- | --------------------- | --------- | -------------------- |
| 2008/09 | Кубок УЄФА          | Кваліфікаційний раунд | 8–0       | Гінтра Універсітетас |
| 2008/09 | Кубок УЄФА          | Кваліфікаційний раунд | 8–0       | КІ                   |
| 2008/09 | Кубок УЄФА          | Кваліфікаційний раунд | 1–0       | Феміна (Будапешт)    |
| 2008/09 | Кубок УЄФА          | Груповий етап         | 1–0       | Франкфурт            |
| 2008/09 | Кубок УЄФА          | Груповий етап         | 1–0       | Глазгоу Сіті         |
| 2008/09 | Кубок УЄФА          | Груповий етап         | 3–1       | Роа                  |
| 2008/09 | Кубок УЄФА          | 1/4 фіналу            | 4–2, 3–1  | Бронбю               |
| 2008/09 | Кубок УЄФА          | 1/2 фіналу            | 2–0, 2–2  | Умеа                 |
| 2008/09 | Кубок УЄФА          | Фінал                 | 0–6, 1–1  | Дуйсбург             |
| 2009/10 | Ліга чемпіонів УЄФА | 1/16 фіналу           | 3–0, 5–0  | Сараєво              |
| 2009/10 | Ліга чемпіонів УЄФА | 1/8 фіналу            | 0–0, 1–1  | Роа                  |
| 2010/11 | Ліга чемпіонів УЄФА | 1/16 фіналу           | 2–1, 2–1  | Аполлон (Лімассол)   |
| 2010/11 | Ліга чемпіонів УЄФА | 1/8 фіналу            | 1–1, 4–0  | Роа                  |
| 2010/11 | Ліга чемпіонів УЄФА | 1/4 фіналу            | 0–0, 0–1  | Олімпік (Ліон)       |
| 2014/15 | Ліга чемпіонів УЄФА | 1/16 фіналу           | 5–2, 3–1  | Ст'ярнан             |
| 2014/15 | Ліга чемпіонів УЄФА | 1/8 фіналу            | 0–5, 3–0  | Лінкемпінгс          |
| 2015/16 | Ліга чемпіонів УЄФА | 1/16 фіналу           | 3–1, 3–1  | Ст'ярнан             |
| 2015/16 | Ліга чемпіонів УЄФА | 1/8 фіналу            | 1–2, 0–0  | Славія (Прага)       |

## Віомі гравчині
- Вірменія: Крістіне Алексанян
- Азербайджан: Ольга Васильєва
- Камерун: Клодін Меффомету
- Кот-д'Івуар: Естель Нахі
- Казахстан: Ірина Саратовцева
- Нідерланди: Петра Хогевонінг
- Нігерія: Іфеньї Чиєджине
- Росія: Наталія Барабашина, Марія Дячкова, Олеся Курочкина, Тетяна Скотникова, Валентина Савченкова, Олена Суслова, Ксенія Цибутович
- ПАР: Бусісіве Індімені, Лена Мосебо
- Україна: Ольга Бойченко, Віра Дятел, Анна Костраба, Олена Ходирєва, Алла Лишафай, Людмила Пекур, Наталія Зінченко